# 3Com
3Com var en digital elektroniktillverkare mest känd för sina infrastruktur- och datornätverksprodukter. Företaget grundades 1979 av Robert Metcalfe, Howard Charney, Bruce Borden och Greg Shaw. Bolaget hade från början sitt huvudkontor i Santa Clara i Kalifornien, men flyttade det till Marlborough i Massachusetts. Namnet 3Com kom från bolagets fokus på "Computers, Communication and Compatibility" (Datorer, Kommunikation och Kompatibilitet).
Bolaget är nu ett dotterbolag till Hewlett-Packard.